# 石名坂館
石名坂館（いしなざかだて）は、青森県黒石市石名坂字舘にあった日本の城（山城）。

## 概要
主郭のみの単郭、もしくは主郭・外郭からなる館であったと思われる。主郭は250メートル×150メートルの方形状で、縄文時代の遺跡でもあり、現在は宅地となっている。南は浅瀬石川、北側は豊岡川を天然の堀とした、比高30メートルほどの所にある。

## 歴史
文治5年（1189年）6月、奥州藤原氏家臣佐藤基春が主家の滅亡に伴い、当地に逃れ、かつての所領から「石名坂」と名付けたという。
戦国時代には、石名坂氏として、浅瀬石城主千徳氏に仕えている。南北朝時代に、千徳政晴の息子久清が石名坂左近の養子となっているので、その頃からすでに配下であったとも考えられる。天正13年（1585年）、宇杭野合戦で館主近江守正長が討ち死にし、その後廃城となったものと思われる。